# ᵧ
Cette page contient des caractères spéciaux ou non latins. S’ils s’affichent mal (▯, ?, etc.), consultez la page d’aide Unicode.
ᵧ, appelée gamma en indice ou gamma inférieur, est un symbole de l’alphabet phonétique ouralique, notamment par Kustaa Fredrik Karjalainen. Il est formé de la lettre grecque gamma mise en indice.

## Utilisation
Kustaa Fredrik Karjalainen utilise le gamma en indice pour indiquer une prononciation fricative vélaire voisée de semivoyelles u̯ᵧ et u͕̯ᵧ dans la transcription du khanty.

## Représentations informatiques
La gamma en indice peut être représenté avec les caractères Unicode suivants (extensions phonétiques) :
| formes       | représentations | chaînes de caractères | points de code | descriptions                  | note                            |
| ------------ | --------------- | --------------------- | -------------- | ----------------------------- | ------------------------------- |
| modificative | ᵧ               | ᵧ                     | U+1D67         | indice lettre minuscule gamma | codé pour le symbole phonétique |

## Sources
- (en) Finlande, Irlande, Norvège ISO/IEC JTC1/SC2/WG2, Uralic Phonetic Alphabet characters for the UCS, 20 mars 2002 (lire en ligne)
- (de) K. F. Karjalainen, Zur ostjakischen Lautgeschichte. I. Über den Vokalismus der ersten Silbe., Helsinki, Société finno-ougrienne (Suomalais-ugrilainen seura), coll. « Mémoires de la Société finno-ougrienne » (no 23), 1905, xviii+304 (lire en ligne)
- (de) K. F. Karjalainen et Y. H. Toivonen, Ostjakisches Wörterbuch, Helsinki, Suomalais-ugrilainen seura, coll. « Lexica Societatis Fenno-ugricae » (no 10), 1948